# Cimitero degli elefanti

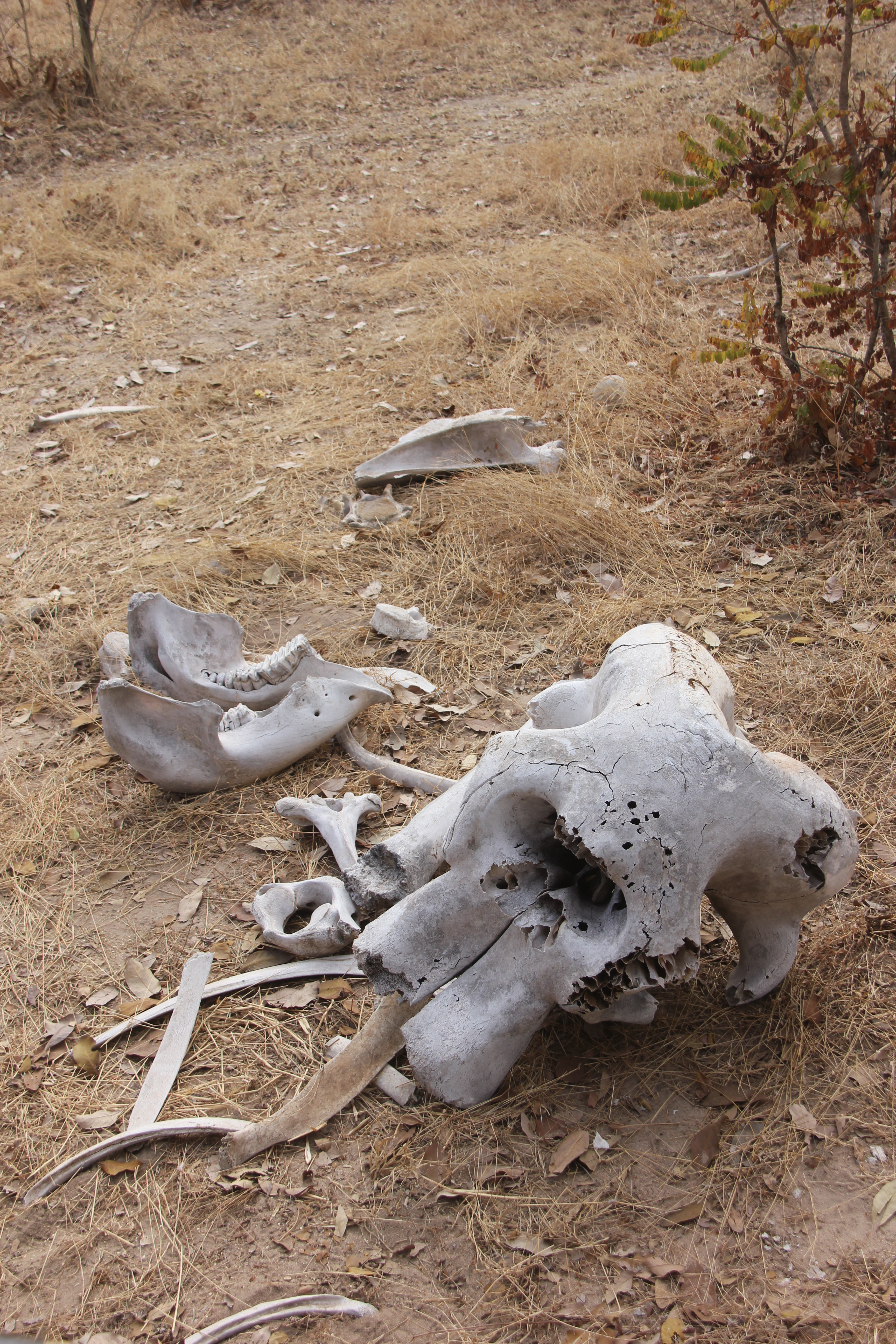
Un teschio di elefante in Tanzania

Un cimitero degli elefanti è un luogo mitologico della cultura africana dove, secondo la leggenda, gli elefanti più anziani si dirigono istintivamente quando raggiungono una certa età per morire lontani dal branco.

## Origine
Ci sono diverse teorie sull'origine del mito. Una nasce dal fatto che alcune persone abbiano trovato gruppi di scheletri di elefanti nello stesso luogo, mentre un'altra suggerisce che il termine possa derivare dal massacro di un intero gruppo come nel caso dello scavo nella Sassonia-Anhalt dove sono stati ritrovati 27 scheletri di Palaeoloxodon antiquus.
Altre teorie fanno riferimento al comportamento degli elefanti che, durante i periodi di carestia, si riuniscono nei luoghi in cui è più facile trovare cibo per cui è più semplice trovare degli scheletri nella zona.
Il mito è divenuto popolare grazie a film come Trader Horn e i Tarzan della MGM, nei quali gruppi di avidi esploratori tentavano di localizzare il cimitero degli elefanti per impossessarsi dell'avorio delle loro zanne.
Il cimitero degli elefanti appare nel film d'animazione Il re leone, dove è il territorio delle iene maculate Shenzi, Banzai e Ed, che diventa poi completamente isolato ne Il re leone II - Il regno di Simba, in un episodio de La leggenda di Tarzan e nella puntata 18 della seconda stagione di X-Files dal titolo Voli nella luce.